# أكيرا أوساكو
أكيرا أوساكو (باليابانية: 大迫 暁) (مواليد 26 نوفمبر 1997) هو لاعب كرة قدم ياباني.

## وصلات خارجية
- أكيرا أوساكو على موقع رابطة كرة القدم اليابانية للمحترفين (اليابانية)
- أكيرا أوساكو على موقع قاعدة بيانات كرة القدم.إي يو (الإنجليزية)
- أكيرا أوساكو على موقع Soccerway.com (الإنجليزية)